# Октябрьское сельское поселение (Ленинский район)
Октябрьское сельское поселение (укр. Октябрське сільське поселення, крымскотат. Октябрьское кой юрту, Oktâbrskoye köy yurtu) — муниципальное образование в Ленинском районе Республики Крым России, на Керченском полуострове, на западной границе города Керчи.
Административный центр и единственный населённый пункт сельского поселения — село Октябрьское.

## Население
| 2001  | 2014  | 2015  | 2016  | 2017  | 2018  | 2019  |
| ----- | ----- | ----- | ----- | ----- | ----- | ----- |
| 1479  | ↘1417 | ↘1415 | ↘1388 | ↘1368 | ↘1335 | ↘1323 |
| 2020  | 2021  |       |       |       |       |       |
| ↗1326 | ↘1253 |       |       |       |       |       |

## История
В 1937 году был образован Октябрьский сельский совет.
Статус и границы Октябрьского сельского поселения установлены Законом Республики Крым от 5 июня 2014 года № 15-ЗРК «Об установлении границ муниципальных образований и статусе муниципальных образований в Республике Крым».